# Terry Reintke
Theresa Reintke (9 de mayo de 1987) es una política alemana, miembro del Parlamento Europeo por Alemania desde 2014. Es copresidenta del Grupo Verdes/ALE en el Parlamento Europeo. Es miembro de la Alianza 90/Los Verdes, parte de Los Verdes-Alianza Libre Europea. De 2011 a 2013 fue portavoz de la Federación de Jóvenes Verdes Europeos.

## Trayectoria
Reintke nació y creció en Gelsenkirchen.   Estudió ciencias políticas en el Instituto Otto-Suhr de la Universidad Libre de Berlín, donde su tesis versó sobre "Las ONG locales y la violencia sexualizada en los conflictos de los Balcanes".  También trabajó como asesora legislativa en el Bundestag para el parlamentario Ulrich Schneider.

## Carrera política
Reintke fue miembro de la junta ejecutiva de las Juventudes Verdes de Alemania de 2008 a 2009,  y de 2011 a 2013 fue portavoz de la Federación de Jóvenes Verdes Europeos.
Resultó elegida al Parlamento Europeo en las elecciones europeas de 2014, Reintke formó parte de la Comisión de Derechos de la Mujer e Igualdad de Género, la Comisión de Empleo y Asuntos Sociales y la Comisión de Desarrollo Regional durante su primer mandato. En 2019, pasó a formar parte de la Comisión de Libertades Civiles, Justicia y Asuntos de Interior. En este cargo, es la relatora alternativa de su grupo parlamentario sobre Polonia.
Además de sus funciones en la comisión, Reintke es copresidenta del Grupo Interno el Parlamento Europeo sobre Derechos LGBT. También es miembro del Grupo Interno del Parlamento Europeo sobre Anticorrupción, y del de Parlamento Europeo sobre Sindicatos.
Tras las elecciones de 2019, Reintke formó parte de un grupo de trabajo multipartidista encargado de redactar el programa de trabajo del Parlamento Europeo sobre Estado de derecho, fronteras y migración. Desde entonces ha sido vicepresidenta del grupo Los Verdes-Alianza Libre Europea (Verdes/ALE), bajo el liderazgo de los copresidentes Ska Keller y Philippe Lamberts.
Desde 2021, Reintke forma parte de la delegación del Parlamento en la Asamblea Parlamentaria UE-Reino Unido, que proporciona supervisión parlamentaria sobre la implementación del Acuerdo de Cooperación y Comercio UE-Reino Unido.
En las negociaciones para la formación de la llamada coalición semáforo entre el Partido Socialdemócrata (SPD), el Partido Verde y el Partido Democrático Libre (FDP) tras las elecciones alemanas de 2021, Reintke formó parte de la delegación de su partido en el grupo de trabajo sobre Asuntos europeos, copresidida por Udo Bullmann, Franziska Brantner y Nicola Beer.
En las negociaciones para formar un gobierno de coalición bajo el liderazgo del ministro presidente de Renania del Norte-Westfalia, Hendrik Wüst, tras las elecciones estatales de 2022, Reintke formó parte de la delegación de su partido.
A principios de 2024, el Partido Verde Europeo eligió a Reintke y Bas Eickhout para dirigir su campaña para las elecciones al Parlamento Europeo de 2024. En las elecciones de 2024 su partido tuvo pérdidas drásticas en comparación con la elección anterior.

## Otras actividades
- Fundación Heinrich Böll, Miembro del Consejo Asesor sobre Participación, Democracia de Género y Antidiscriminación[15]

## Posicionamiento político
En 2021, Reintke unió fuerzas con David McAllister y Radosław Sikorski para iniciar una carta firmada por 145 miembros del Parlamento Europeo a la presidenta de la Comisión, Ursula von der Leyen, y a la comisaria de Educación, Mariya Gabriel, en la que pedían que se permitiera que Escocia y Gales se reincorporaran al esquema de movilidad Erasmus+ de la Unión Europea.
Tras las protestas en Alemania contra el partido AfD en enero de 2024, Reintke dijo a EU Scream que quiere que el Parlamento Europeo inicie una investigación sobre el partido Identidad y Democracia, que reagrupa a los extremistas de extrema derecha a nivel de la UE, incluido el partido de Marine Le Pen Agrupación Nacional. La investigación podría llevar a excluir al partido ID de recibir fondos de la UE o incluso a prohibirlo, si se pudiera demostrar que el partido de extrema derecha no respeta los valores democráticos de la UE enunciados en el artículo 2 del Tratado de la Unión Europea.

## Controversia
En 2014, Reintke informó sobre su primera semana como miembro del Parlamento Europeo en un vídeo de YouTube ampliamente discutido con sus compañeros representantes verdes, Jan Philipp Albrecht y Ska Keller,  que generó críticas sobre su capacidad para trabajar con sus oponentes. 
Junto con Volker Beck, Felix Banaszak y Max Lucks, Reintke fue detenida temporalmente cuando Beck quiso hablar públicamente en el Orgullo de Estambul en junio de 2016.

## Reconocimientos
En diciembre de 2017, Reintke apareció en la cobertura de la revista TIME, en la edición Persona del Año, como parte de los "Silence Breakers" reconocidos por hablar en contra del abuso y el acoso sexual.

## Vida personal
Reintke tiene una relación con Mélanie Vogel. Viven en Bruselas.